# Château de Civray-de-Touraine
Le château de Civray-de-Touraine est un édifice dont une partie et le parc sont classés comme monument historique.

## Historique
Le château est construit en 1715 sur les plans de Germain Boffrand, en remplacement d'un édifice préexistant.
Le château est partiellement inscrit (façades, toitures, parc) au titre des monuments historiques par arrêté du 6 mars 1947.